# Château d'eau à Kragujevac
Le château d'eau à Kragujevac (en serbe cyrillique : Водоторањ у Крагујевцу ; en serbe latin : Vodotoranj u Kragujevcu) se trouve à Kragujevac, dans le district de Šumadija, en Serbie. Il est inscrit sur la liste des monuments culturels protégés de la république de Serbie (identifiant no SK 1489).

## Présentation
Le château d'eau a été construit à la fin du XIXe siècle pour les besoins du chemin de fer ; les locomotives pouvaient s'y alimenter en eau grâce à la pente naturelle.
Il est construit en briques avec des anneaux en acier à l'extérieur comme à l'intérieur. Le sommet est occupé par un réservoir en briques enduit de ciment. Au-dessous du réservoir se trouve une pièce annexe et un espace où une chaudière chauffait l'eau ; une cheminée jouxte l'espace de la chaudière, construite en même temps que le château d'eau.
La tour, de base octogonale, repose sur de profondes fondations. On accède au sommet par un escalier extérieur couvert. Le sommet lui-même est construit selon le principe des colombages, avec un remplissage de plaques maintenues par des écrous. Le toit en tôle est couronné par une lanterne octogonale.
Le château d'eau de Kragujevac est un des rares exemplaires subsistants de constructions de ce genre en Serbie ; il témoigne notamment du développement du chemin de fer dans cette région du pays.